# مايك راموس
مايك بوارد راموس (بالإنجليزية: Myke Bouard Ramos) (مواليد 30 أكتوبر 1992) هو لاعب كرة قدم برازيلي من مواليد كوريتيبا ، يجيد اللعب في مركز الهجوم ، ويلعب أيضًا كمهاجم ، لعب سابقاً لنادي اتحاد كلباء .

## روابط خارجية
- مايك راموس
- مايك راموس على موقع قاعدة بيانات كرة القدم.إي يو (الإنجليزية)
- مايك راموس على موقع Soccerway.com (الإنجليزية)
- مايك راموس على موقع عالم كرة القدم.نت (الإنجليزية)

{{شريط تصفح تشكيلة فريق كرة قدم
|الاسم=
|اسم الفريق= نادي بودابست
|القائمة=
- 1 Patrik Demjén [الإنجليزية]‏
- 2 Benedek Varju [الإنجليزية]‏
- 3 János Szépe [الإنجليزية]‏
- 4 Ilia Beriashvili [الإنجليزية]‏
- 5 Roland Lehoczky [الإنجليزية]‏
- 6 كاتا ()
- 7 Ádin Molnár [الإنجليزية]‏

{{لاعب تشكيلة فريق كرة قدم|الرقم=8|الاسم=H. Németh
- 9 R. Molnár
- 10 بوغنار
- 11 جورينا
- 12 Bene

{{لاعب تشكيلة فريق كرة قدم|الرقم=14|الاسم=A. Horváth
- 15 Széles
- 16 Törőcsik
- 17 Róbert Polievka [الإنجليزية]‏

{{لاعب تشكيلة فريق كرة قدم|الرقم=18|الاسم=نيميت
{{لاعب تشكيلة فريق كرة قدم|الرقم=20|الاسم=M. Kovács
- 21 Átrok
- 22 Zsombor Bévárdi [الإنجليزية]‏
- 23 Jakub Plšek [الإنجليزية]‏
- 24 Fadgyas
- 25 كادار

{{لاعب تشكيلة فريق كرة قدم|الرقم=27|الاسم=P. Kovács
- 28 Szűcs
- 29 Balázs
- Vitályos
- مدرب: Dávid Horváth (footballer) [الإنجليزية]‏